# Roxana Cocoș
Roxana Daniela Cocoș (Bucarest, 5 de junio de 1989) es una deportista rumana que compite en halterofilia.
Participó en dos Juegos Olímpicos de Verano, en los años 2008 y 2012, obteniendo una medalla de plata en Londres 2012, en la categoría de 69 kg; medalla que perdió posteriormente por dopaje.
Ganó tres medallas en el Campeonato Europeo de Halterofilia entre los años 2008 y 2012.

## Palmarés internacional
| Juegos Olímpicos   | Juegos Olímpicos            | Juegos Olímpicos  | Juegos Olímpicos |
| Año                | Lugar                       | Medalla           | Categoría        |
| ------------------ | --------------------------- | ----------------- | ---------------- |
| 2012               | Londres (Reino Unido)       | DSC               | 69 kg            |
| Campeonato Europeo |                             |                   |                  |
| Año                | Lugar                       | Medalla           | Categoría        |
| 2008               | Lignano Sabbiadoro (Italia) | Medalla de bronce | 58 kg            |
| 2009               | Bucarest (Rumania)          | Medalla de bronce | 63 kg            |
| 2012               | Antalya (Turquía)           | Medalla de plata  | 69 kg            |